# Meldpunt
Een meldpunt kan zijn:
- een fysiek meldpunt
- een meldpunt waar men terecht kan voor een melding waarvan de melder verwacht, dat het enig nut heeft:
  - een telefonische meldpunt
  - een online meldpunt

## Fysieke meldpunten
Hierbij kan worden gedacht aan:
- Opstelplaatsen voor de aanvang van een gebeurtenis, zoals het vooraf melden bij een organisatie om mee te kunnen doen
- Meldpunten bij de reddingboten
- Meldpunten voor mensen aan wie een stadionverbod is opgelegd en die zich tijdens thuiswedstrijden van hun club bij de politie moeten melden
- Controleposten voor mensen die aan bepaalde wedstrijden meedoen, om te voorkomen dat door de deelnemers van de verplicht te volgen route wordt afgeweken

## Telefonische meldpunten
Bij telefonische meldpunten krijgt men een medewerker aan de lijn, die men ook gericht vragen kan stellen. Voorbeelden:
- Advies- en Meldpunt Kindermishandeling
- Meld Misdaad Anoniem
- 144 en red een dier, Landelijk Meldpunt voor Dierenambulance en Dierenpolitie in Nederland.
- Meldpunt 6061
- Meldpunt Openbare Geestelijke Gezondheidszorg (voor melden van een zorgelijke situatie van een sociaal kwetsbare persoon)
- Meldpunt! (televisieprogramma) (Consumentenprogramma van omroep MAX waar men telefonische misstanden kan melden)
- Meldpunt Zwanger & Verslaafd

## Online meldpunten
Op het internet bestaan diverse meldpunten, waaronder:
- Belgisch UFO-meldpunt
- Meldpunt BodemKwaliteit (toepassingen van grond, baggerspecie en bouwstoffen melden)
- Meldpunt Discriminatie Internet
- Meldpunt Internetoplichting
- Meldpunt kinderopvang
- Meldpunt Kinderporno
- Meldpunt Midden en Oost Europeanen
- Meldpunt Opbrekingen Openbare Ruimte
- Meldpunt Telefoonirritatie
- Patiëntenmeldpunten

## Tijdelijke meldpunten
Ter voorbereiding van acties of programma's worden door maatschappelijke organisaties zoals vakbonden en programmamakers soms tijdelijke meldpunten ingericht, om munitie te verzamelen voor te ondernemen acties. Voorbeeld:
- Meldpunt misstanden zorg